# Alien – Das unheimliche Wesen aus einer fremden Welt

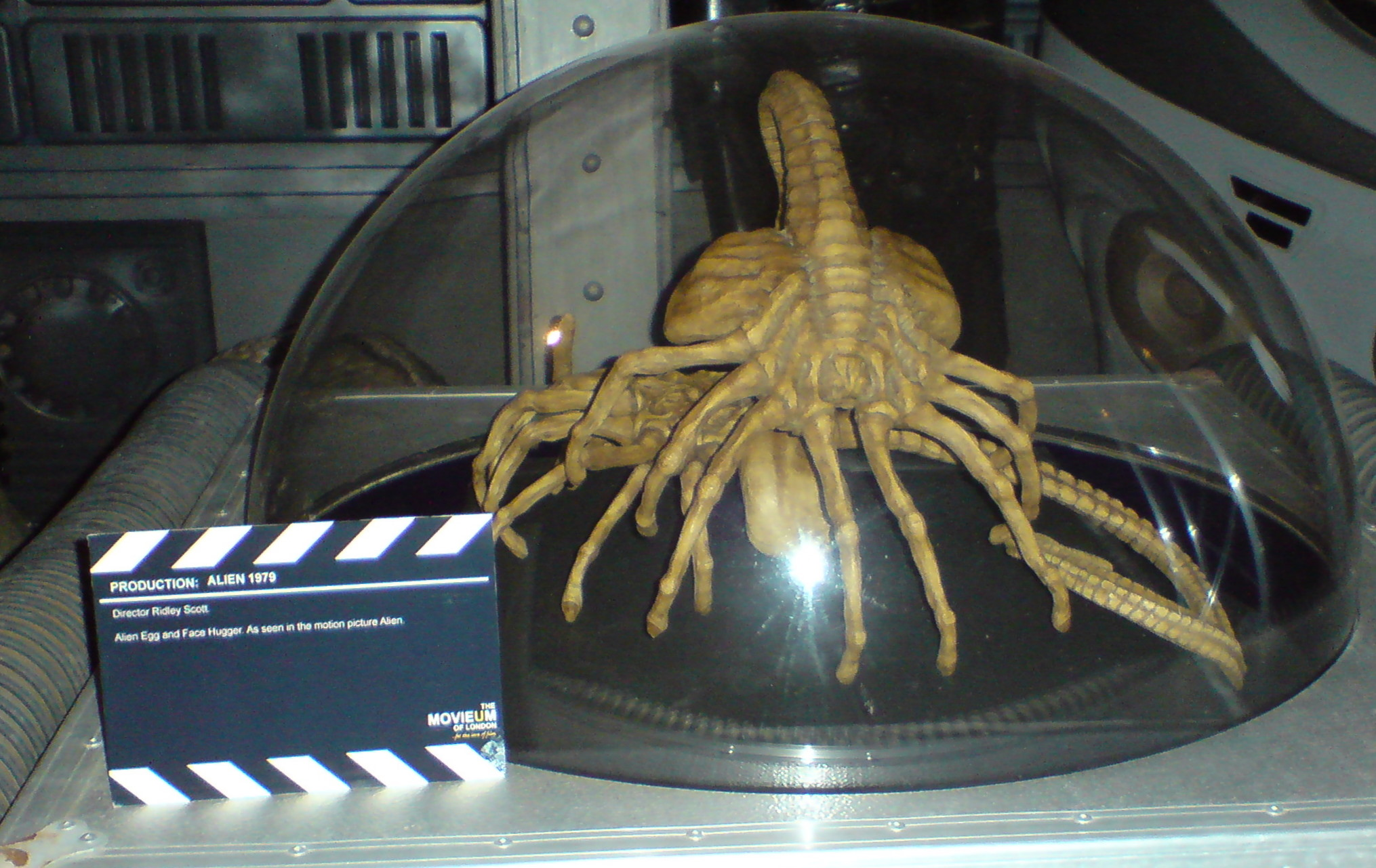
Facehugger aus Alien – Das unheimliche Wesen aus einer fremden Welt

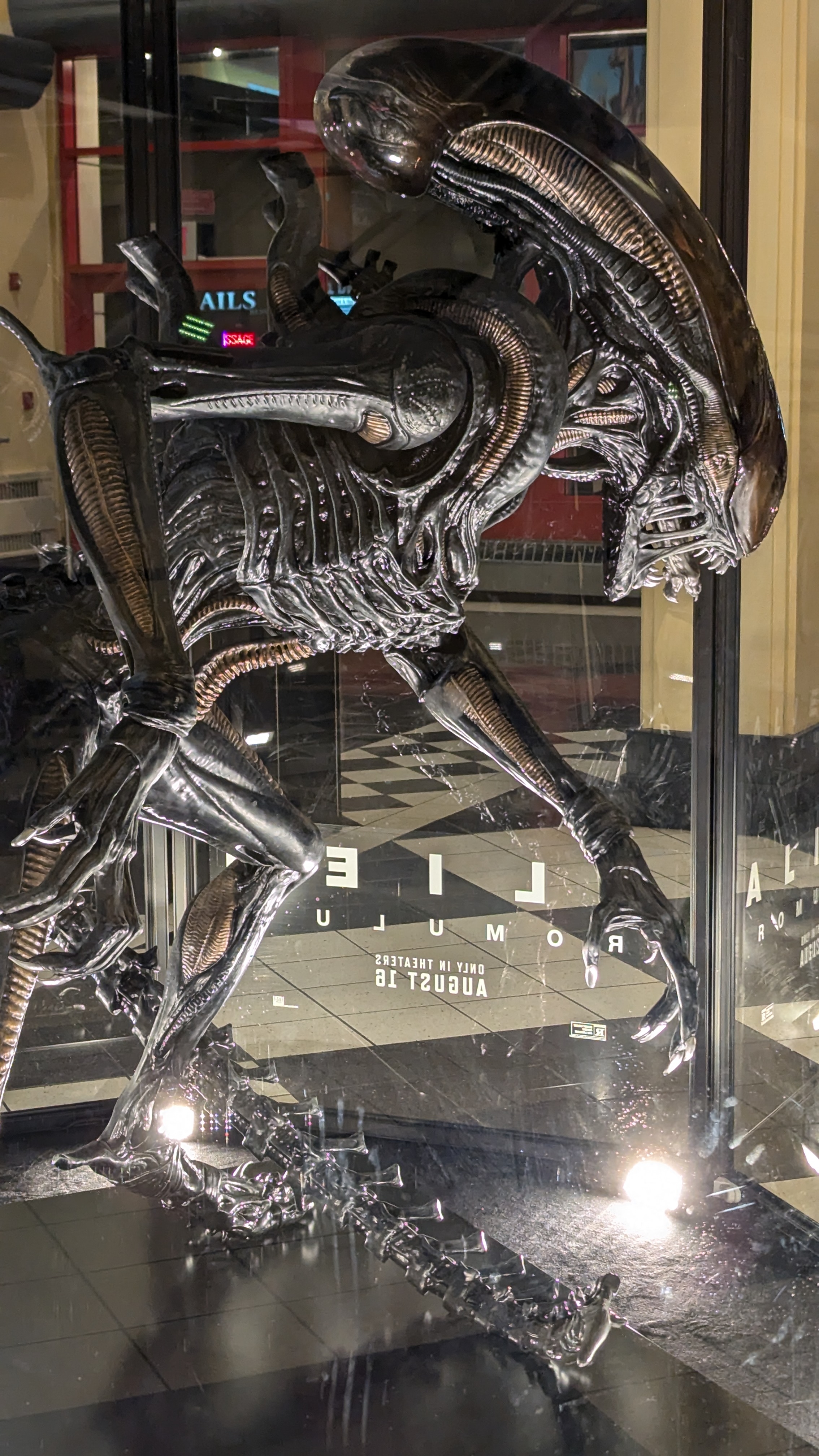
Xenomorph

Alien – Das unheimliche Wesen aus einer fremden Welt (Originaltitel Alien) ist ein amerikanisch-britischer Science-Fiction-Horrorfilm aus dem Jahr 1979 und der Beginn der gleichnamigen Filmreihe.
Der Film startete am 25. Mai 1979 in den Vereinigten Staaten und am 25. Oktober 1979 in den deutschen Kinos. Die deutsche Synchronisation wurde von der Synchronfirma Berliner Synchron GmbH Wenzel Lüdecke erstellt. Joachim Kunzendorf war verantwortlich für das Dialogbuch und die Dialogregie.

## Handlung
Der Raumschlepper Nostromo befindet sich auf dem Rückweg zur Erde, als er ein Funksignal von einem weitab vom Heimatkurs liegenden, scheinbar unbewohnten Himmelskörper bei Zeta2 Reticuli auffängt. Mutter, der Zentralcomputer des Raumschiffs, ändert eigenständig den Kurs des Schiffes und weckt die siebenköpfige Besatzung, die sich bis dahin im Kälteschlaf befunden hat, auf. Laut Vertrag mit dem Schiffseigner ist man verpflichtet, dem Signal, das zunächst als Notruf interpretiert wird, nachzugehen.
Die Crew landet auf einem unwirtlichen Mond und Captain Dallas, Lambert und Kane machen sich zu Fuß auf den Weg, um die Quelle des Signals zu finden. Sie entdecken das Wrack eines außerirdischen Raumschiffs und in dessen Inneren das versteinerte Skelett des anscheinend einzigen Besatzungsmitgliedes. Der Brustkorb scheint von innen aufgebrochen worden zu sein. In einem weiteren Gewölbe findet Kane eine Ansammlung großer, eiförmiger Gebilde. Unterdessen kommt der dritte Offizier, Ellen Ripley, die an Bord des Landefahrzeugs das aufgefangene Signal analysiert, zu dem Schluss, es handle sich dabei eher um ein Warn- als um ein Notsignal. Jedoch geht der Wissenschaftsoffizier Ash nicht auf ihre Bedenken ein.
Neugierig nähert sich Kane einem der Gebilde, in dessen Inneren sich etwas bewegt. Das „Ei“ öffnet sich, ein spinnenartiges Wesen schießt heraus, durchbricht Kanes Helmvisier und klammert sich an seinem Gesicht fest. Dallas und Lambert bringen den bewusstlosen Kane zur Nostromo zurück. Ripley verweigert ihnen unter Berufung auf die Quarantänevorschriften den Zugang, doch Ash öffnet eigenmächtig die Zugangsschleuse und lässt sie herein. Auf der Krankenstation gelingt es nicht, den Fremdorganismus gewaltsam zu entfernen, da sich dabei der um Kanes Hals gewickelte Schwanz zusammenzieht und ihn zu ersticken droht. Ash stellt fest, dass der Organismus Kane mit Sauerstoff versorgt und ihn am Leben erhält. Als er das Wesen auf Dallas Befehl hin entfernen soll, spritzt extrem ätzendes, säureartiges Blut hervor. Eine chirurgische Entfernung des Parasiten ist damit unmöglich. Nach einer gewissen Zeit sehen Dallas, Ash und Ripley, dass der Fremdorganismus von Kane abgefallen und gestorben ist.
Die Crew macht sich auf den Rückweg zur Erde. Kane erwacht und scheint sich erholt zu haben. Während des Essens beginnt er plötzlich anfallsartig zu husten und sich zu verkrampfen. Ein augenloses und wurmartiges Wesen mit spitzen Zähnen bricht von innen aus seinem Brustkorb hervor und verschwindet in den labyrinthartigen Gängen des Schiffes. Kane stirbt dabei. Die schockierte Crew entschließt sich, das Wesen zu jagen. Wie sich herausstellt, hat es sich gehäutet, ist schnell gewachsen und hat eine andere Form angenommen. 
Auf der Suche nach dem Wesen wird zuerst Brett von ihm getötet. Parker vermutet, dass es sich in den Luftschächten fortbewegt. Dallas steigt in das verzweigte System ein und versucht, das Wesen mit einem Flammenwerfer zur Luftschleuse zu treiben, von wo es ins All geschleudert werden soll. Auf einem Monitor sehen Lambert und Parker, dass es sich auf Dallas zubewegt und fordern ihn auf, den Schacht sofort zu verlassen. Da ihm dies nicht rechtzeitig gelingt, wird er angegriffen und verschwindet spurlos.
Ripley nutzt ihre neue Position als ranghöchster Offizier dazu, den Hauptcomputer Mutter zur vermeintlichen Unfähigkeit des Wissenschaftsoffiziers Ash zu befragen. Sie erfährt, dass der Abstecher zu dem Mond von Anfang an geplant war, und dass die Gesellschaft, bei der die Crew angestellt ist, Ash angewiesen habe, das extraterrestrische Wesen („Alien“) mitzunehmen. Die ahnungslose Crew hingegen sei entbehrlich. Als Ash versucht, Ripley gewaltsam zum Schweigen zu bringen, zeigt sich, dass er ein Android ist. Während eines Kampfes mit Parker wird ihm der Kopf abgetrennt. Er wird kurzzeitig reaktiviert, bestätigt den Plan und bringt seine Bewunderung für die tödliche Perfektion der fremden Spezies zum Ausdruck. Ripley, Parker und Lambert beschließen, das Schiff aufzugeben und mit dem Rettungsfahrzeug zu fliehen. Bei der Vorbereitung tötet das Alien Parker und Lambert, so dass Ripley nun die einzige Überlebende an Bord der Nostromo ist.
Um die anscheinend unbesiegbare Kreatur zu töten, aktiviert Ripley den Selbstzerstörungsmechanismus des Raumschleppers. Während der Countdown läuft, muss sie wieder umkehren, weil das Alien ihr den Weg zum Rettungsfahrzeug versperrt. Ihr Versuch, den Selbstzerstörungsmechanismus außer Kraft zu setzen, scheitert zwar, doch sie kann schließlich mit dem Rettungsfahrzeug Narcissus entkommen. Aus der Ferne sieht sie, wie die Nostromo durch die Explosion zerstört wird. Die Erleichterung ist nur von kurzer Dauer, da das Wesen nicht vernichtet worden ist, sondern in einer Nische des Rettungsfahrzeugs kauert. Am Ende gelingt es Ripley, die sich einen Raumanzug angezogen hat, das Alien durch Öffnen der Ausstiegsluke und die dadurch entstehende Dekompression, sowie durch Abfeuern eines harpunenartigen Enterhakens aus dem Rettungsfahrzeug zu schleudern. Da das Kabel des Hakens durch die sich schließende Luke festgeklemmt wird, bleibt auch das Alien zunächst an das Schiff gebunden und kriecht in die Antriebsturbine, die Ripley nun aktiviert, wodurch das Wesen endgültig in den Weltraum hinausgestoßen wird. In der Hoffnung auf eine spätere Rettung begibt sie sich zusammen mit der Schiffscrewkatze Jones, Spitzname Jonsy, in die Kälteschlafkapsel.

## Hintergrund
| Figur                      | Darsteller          | Deutscher Sprecher       |
| -------------------------- | ------------------- | ------------------------ |
| Ellen Louise Ripley        | Sigourney Weaver    | Helgard Bruckhaus        |
| Cpt. Arthur Dallas Coblenz | Tom Skerritt        | Sigmar Solbach           |
| Ash                        | Ian Holm            | Mogens von Gadow         |
| Samuel Elias Brett         | Harry Dean Stanton  | Friedrich Georg Beckhaus |
| Gilbert Ward Kane          | John Hurt           | Frank Glaubrecht         |
| Joan Marie Lambert         | Veronica Cartwright | Alexandra Lange          |
| Dennis Monroe Parker       | Yaphet Kotto        | Helmut Krauss            |
| Alien (Kostüm)             | Bolaji Badejo       | Bolaji Badejo            |
| „Mutter“ (Stimme)          | Helen Horton        | Dagmar Altrichter        |

- Das Budget für diesen Film war 11 Millionen US-Dollar. Das weltweite Einspielergebnis betrug rund 109 Millionen US-Dollar.[4]
- Als wesentliches Verdienst dieses Films wird Scotts gelungener Versuch angesehen, eine starke Frauenfigur im zuvor von Männern dominierten Action-Genre zu etablieren. Gegen alle Widerstände der Produzenten setzte er durch, dass die ursprünglich männliche Figur Ripley für eine Frau umgeschrieben wurde.
- Die Urfassung des Films ist 192 Minuten lang, sie wurde jedoch nie veröffentlicht.
- In einer gelöschten Szene ist zu sehen, dass das Alien die Körper der Crew benutzt, um neue Eier zu produzieren.
- Die Konflikte innerhalb der Besatzung kamen in der ursprünglichen Drehbuchfassung deutlicher zum Ausdruck, da sie dort auf eigene Rechnung unterwegs waren und es mehr um den Profit aus der eventuellen Bergungsaktion ging.
- Im ersten Drehbuchentwurf hießen das Alien wie auch der Film noch Starbeast (zu deutsch etwa „Sternenbestie“).
- Als alternatives Ende des Films wurde erwogen, dass Ripley im Rettungsshuttle-Duell mit dem Alien getötet würde und das Alien anschließend mit der Stimme von Captain Dallas einen Funkspruch an die Erde schickt; die Idee wurde aber schließlich verworfen.
- Die Namen „Nostromo“ und „Narcissus“ sind Anspielungen auf die Werke Nostromo und Der Nigger von der Narcissus von Joseph Conrad.
- Das Alien wurde von HR Giger entworfen, dem diese Arbeit einen Oscar einbrachte. Für den Facehugger, ein spinnenartiges Wesen, das sich auf dem Gesicht des Opfers festsetzt und ein Ei in dessen Körper pflanzt, ließ er sich von den Fingern einer menschlichen Hand inspirieren. Für die bei der Obduktion des toten Facehuggers sichtbaren inneren Organe wurden Muscheln, darunter Austern, und eine Schafsleber verwendet. Die Entwicklungsstadien der Kreatur sowie die Kulissen des Films zeigen den Einfluss des US-amerikanischen Schriftstellers H. P. Lovecraft.[5]
- Dan O’Bannon lernte Moebius, HR Giger und Chris Foss bei Alejandro Jodorowskys nicht fertiggestellter Verfilmung von Dune kennen und engagierte sie dann für Alien. Moebius erstellte das Design der Raumanzüge, wohingegen Foss’ Designs für Raumschiffe und Architekturen bei Alien nicht verwendet wurden. Stattdessen kamen die Entwürfe von Ron Cobb (1937–2020[6]) zum Einsatz.[7]
- Für die Konstruktion des Alien-Kopfes mit seinem komplexen Kiefermechanismus wurde der italienische Modellbauer Carlo Rambaldi engagiert, der auch die aufwendigen Puppenbauten von E.T. – Der Außerirdische, den Gildennavigator aus David Lynchs 1984 gedrehtem Der Wüstenplanet und den King Kong im ersten Remake von 1976 baute.
- Der Vorspann des Films wurde von Richard Greenberg und Stephen Frankfurt gestaltet.
- Das Musikstück, das Captain Dallas im Raumgleiter hört, ist Eine kleine Nachtmusik von Mozart. Für den Abspann wurde ein Stück aus der Symphony No. 2 (‚Romantic‘) des Komponisten Howard Hanson verwendet.
- Viele Szenen mit dem als Alien kostümierten Schauspieler, dem 2,08 Meter großen Bolaji Badejo, wurden, laut Audiokommentar von Ridley Scott auf der DVD, im fertigen Film nicht verwendet, weil es „lächerlich aussah“. Die Idee, das Monster wenig zu zeigen, wurde auch für die Verfilmung Der weiße Hai verwendet.
- Um einige Szenen realistischer wirken zu lassen, wurden sie zwar den Darstellern grob erklärt, aber Details offengelassen. So wurden sie zum Beispiel völlig unerwartet mit Blut bespritzt, als das Alien während des Essens aus Kanes Brustkorb herausplatzt.
- Die Episode „Ungeheuer an Bord“ (Discord in Scarlet) aus dem Buch Die Expedition der Space Beagle von A. E. van Vogt lieferte offensichtlich die Vorlage für das Drehbuch. Nach einem Rechtsstreit wurden Vogt 50.000 US-Dollar zugesprochen.
- Ausstatter Roger Christian erzeugte viele Lichteffekte – unter anderem für Computeranzeigen – mithilfe von Projektoren direkt am Filmset. Auf der Suche nach der passenden Idee für die Brutkammer besuchte er seinen Freund und Kollegen Anton Furst in einer anderen Halle der Shepperton Studios. Dieser drehte zeitgleich mit The Who den Konzertfilm The Kids Are Alright und beeindruckte Christian mit deren Laser-Lightshow. Eine weitere Vorführung konnte auch Regisseur Scott überzeugen und so brachte Furst seine Projektoren ins Alien-Studio. Im Zusammenspiel mit dem allgegenwärtigen Bühnennebel erzeugten sie um die Alien-Eier Lichtmembrane, die sich mit der Hand durchstreifen ließen.[8]

## Rezeption

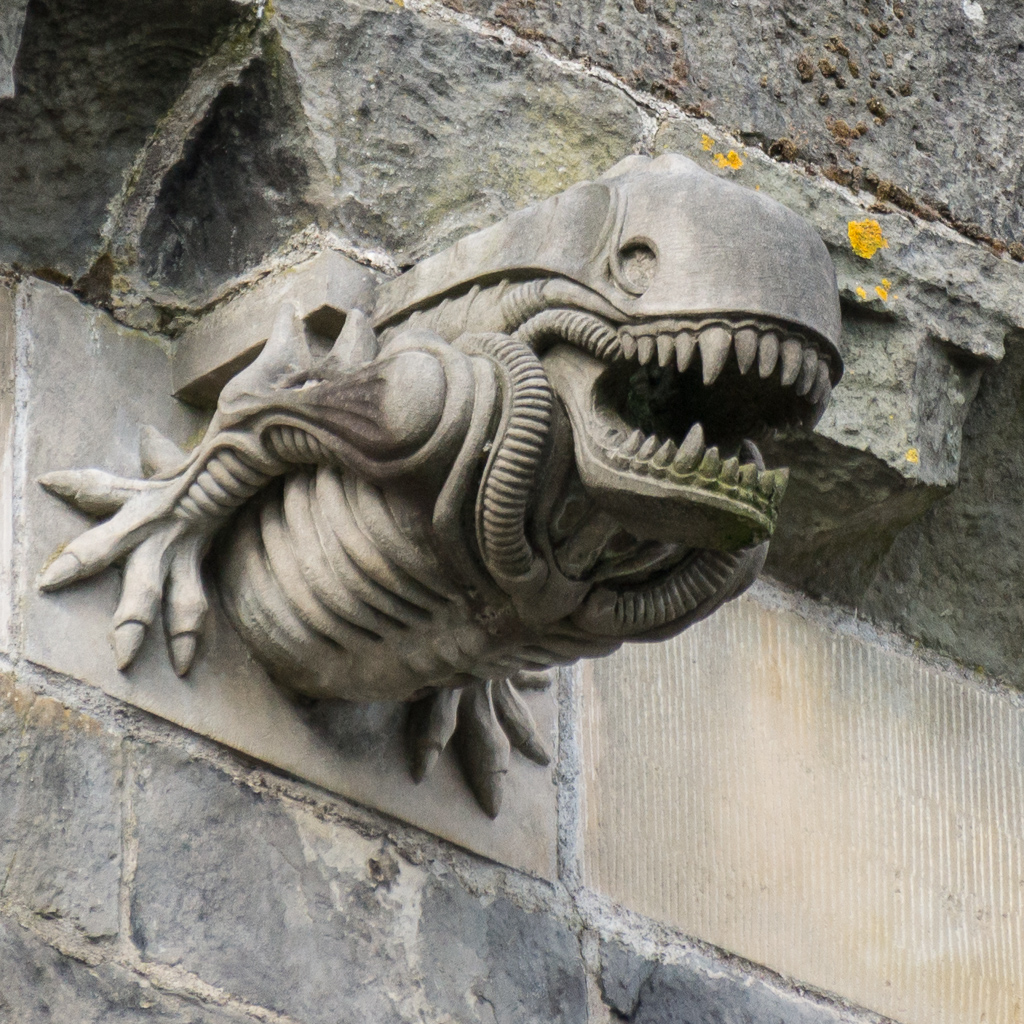
Wasserspeier an der Paisley Abbey

Der Film hatte großen Einfluss auf das Genre des Science-Fiction-Films. Die Zeitschrift Rolling Stone kam in einem Artikel daher zu dem Schluss, dass es vom ästhetischen Standpunkt aus ein Fehler gewesen sei, aus dem Film eine Serie zu machen. Das von Giger entworfene Alien ging in die Popkultur ein, wo es stilprägend wurde. So befindet sich an der schottischen Kirche Paisley Abbey ein Wasserspeier in Form des Aliens. Auch einzelne Filmmomente wurden zu Ikonen. Die Szene, in der das junge Alien („Chestburster“) aus dem Brustkorb Kanes herausbricht, wird u. a. in der Filmkomödie Mel Brooks’ Spaceballs, in Shrek 2 (Shrek und der gestiefelte Kater) und in Ich – Einfach unverbesserlich 2 (Gru und das Huhn Pollito) parodiert. 
Alien erhielt ein sehr gutes Presseecho, was sich auch in den Auswertungen US-amerikanischer Aggregatoren widerspiegelt. So erfasst Rotten Tomatoes größtenteils wohlwollende Besprechungen und ordnet den Film als „Verbrieft Frisch“ ein. Metacritic ermittelt aus den vorliegenden Bewertungen „Einhelliges Lob“. Der Film habe dem teuflisch Bösen ein Antlitz gegeben und unzähligen Kreaturen aus Horrorfilm, Comic und Computerspiel ihr Erscheinungsbild gegeben. Inzwischen zählt They Shoot Pictures, Don’t They? Alien zu den angesehensten Werken der Filmgeschichte. Zu den prominenten Fürsprechern zählte auch Starkritiker Roger Ebert.

„der erste erwachsene Film in einem eher infantilen filmischen Genre.“

„Eine extrem spannende, stilistisch brillante Variation des Science-Fiction-Motivs der Bedrohung durch ein außerirdisches Lebewesen, mit deutlichen sexual-psychologischen Akzenten. Ein Film mit einer perfekt entwickelten Spannungsdramaturgie; die düsteren Albtraumwelten wurden von dem Maler HR Giger entworfen.“

„Alien zählt zu den Höhepunkten des Science-fiction-Kinos. […] Ridley Scott eröffnete mit Alien dem Science-fiction-Film eine neue Dimension. In seinem Werk ist vieles anders als in den früheren Weltraumabenteuern. Das Raumschiff ist das Gegenteil der sauberen Enterprise und gleicht mehr einer Müllkippe als einem Fahrzeug. Die Mannschaft besteht nicht aus Weltraumhelden wie in Krieg der Sterne, sondern aus einer Gruppe frustrierter Techniker, die dem Monster hilflos ausgeliefert ist.“

„Eine der heftigsten affektiven Erfahrungen in meinem gesamten Kinoleben konnte ich während einer ausverkauften Vorführung des Horrorfilms Alien […] machen. Das Publikum ging äußerst lebhaft mit; Angst und Spannung im Kino waren mit Händen zu greifen und steckten an, weil so viel geflüstert und geseufzt wurde. Rufe und Schreie im Auditorium verstärkten die Schocks und Überraschungen, die der Film bot.“

„Auch wer sich nur ansatzweise mit Science-fiction beschäftigt, wird wissen, daß der Plot dieses Films einen Bart hat, der bis in die Urzeit der utopischen Literatur zurückgeht […] Aber Alien war der erste Streifen dieser Art, der den Horror einer solchen ‚Invasion‘ wirklich fühlbar machte. Der Aufbau der Geschichte ist größtenteils logisch, und die Akteure sind echte Menschen […] Der Dreh- und Angelpunkt und das imponierendste Element soll der Alien selber sein, und der Zuschauer wird buchstäblich gezwungen, sich auf ihn zu konzentrieren. Fast wie ein hypnotisches Mittel werden hierzu […] auch Herzschläge benutzt, die über weite Strecken […] im Hintergrund dröhnen und nach einiger Zeit nur noch vom Unterbewußtsein aufgenommen werden, ihre Wirkung aber nicht verfehlen. Optische und akustische Reize verschmelzen hier und rufen eine tiefe, kreatürliche, sich steigernde Unruhe hervor.‘ (SCIENCE FICTION TIMES) – ‚Das alles ist filmisch intelligent gemacht und ergibt einen perfekten Science-fiction-Film.‘ (UNSERE ZEIT)“

## Auszeichnungen
Oscar
- ausgezeichnet in der Kategorie „Beste visuelle Effekte“
- nominiert in der Kategorie „Bestes Szenenbild“

BAFTA Awards
- ausgezeichnet in den Kategorien „Bestes Szenenbild“ sowie „Bester Sound Track“

Hugo Awards
- ausgezeichnet in der Kategorie „Best Dramatic Presentation“ (1980)

Saturn Awards
- ausgezeichnet in den Kategorien „Bester Regisseur“ (Ridley Scott), „Bester Science-Fiction-Film“ und „Beste Nebendarstellerin“ (Veronica Cartwright)
- vier Nominierungen, u. a. in der Kategorie „Beste Darstellerin“ (Sigourney Weaver)

Library of Congress
- Aufnahme in das National Film Registry (2002)

## Director’s Cut
Im Jahr 2004 kam zum 25-jährigen Jubiläum Alien – Director’s Cut (DC) mit einigen zuvor entfallenen Szenen und digital überarbeitetem Bild und Ton in die Kinos. Zugleich wurden bekannte Szenen gekürzt oder herausgeschnitten, so dass der DC eine kürzere Laufzeit als die Originalversion aufweist. Die Bezeichnung „Director’s Cut“ (Wunschversion des Regisseurs) ist in diesem Fall jedoch nicht korrekt, sie wurde nur zu Marketing-Zwecken verwendet. Ridley Scott sagte ausdrücklich, dass die Originalversion absolut seinen Vorstellungen entsprach und somit der eigentliche „Director’s Cut“ sei. Die jetzt als DC vermarktete Version sieht Scott eher als Alternativversion, die ein wenig an moderne Sehgewohnheiten angepasst sei. Eine zuvor entfallene Szene, die in der Director’s-Cut-Version eingebaut wurde, zeigt Captain Dallas, der nicht tot ist, sondern vom Alien eingesponnen wurde und Ripley darum bittet, ihn mit dem Flammenwerfer zu töten.

## Ripley als erste Actionheldin der Kinogeschichte
Die Figur der Ripley wird bisweilen als erste Actionheldin der Kinogeschichte bezeichnet; mit Sigourney Weaver gelang 1979 erstmals einer Frau der Durchbruch im Actiongenre.
Zunächst war für die noch männliche Hauptrolle Paul Newman vorgesehen. Die Hauptfigur sollte ein eher durchschnittlicher Charakter sein, der im Verlauf der Handlung über sich hinauswächst. Newman lehnte jedoch ab.
Die beiden Drehbuchautoren Dan O’Bannon und Ronald Shusett kamen nach diesem Rückschlag auf den Gedanken, die gesellschaftliche Gleichstellung der Geschlechter könne – verglichen mit der Gegenwart Ende der 1970er Jahre – in einer fernen Zukunft so weit fortgeschritten sein, dass Frauen als gleichwertige Crew-Mitglieder eines Raumfrachters ganz selbstverständlich seien.
Als 20th Century Fox das umgeschriebene Skript für Alien erhielt, brach es mit mehreren Konventionen: Statt des üblichen, blitzblanken Raumschiffs war die Szenerie ein maroder Weltraumfrachter mit dem Charme eines Lost Place und einem Monster, das kaum in Erscheinung trat. Statt der üblichen Helden wurde als Gegner des Monsters eine Mannschaft präsentiert, die mehrere Rollen enthielt, von denen die Drehbuchautoren sagten, sie seien geschlechtsneutral konzipiert und könnten sowohl männlich als auch weiblich besetzt werden. Die finale Entscheidung sollte beim Regisseur liegen. Ronald Shusett räumte später bei einem Interview ein, dass niemand davon ausgegangen war, die Hauptrolle, Ripley, könnte tatsächlich mit einer Frau besetzt werden.
Die bis dahin unbekannte New Yorker Theaterschauspielerin Sigourney Weaver, die aufgrund ihrer Körpergröße von 1,84 m kaum Angebote für Filmrollen bekam, sprach beim Casting selbstbewusst und in High Heels vor und begeisterte insbesondere Ridley Scott. Weaver wirkte stark, und genau das suchten die Produzenten: Eine Frau, die keinen zaghaften Eindruck machte, sondern Durchhaltevermögen bewies. Ridley Scott entschied sich bereits nach dem ersten Treffen für Weaver, was beinahe zu einem Bruch mit dem Studio geführt hätte.
Ihre Rolle der Ripley schätzte Weaver selbst 2004 so ein:

„Sie hat die Monster dank ihrer Intelligenz besiegt, das ist für eine Frau im Filmgeschäft eine sehr dankbare und äußerst seltene Rolle.“

Doris Kuhn hebt in ihrer Rezension von 2006 neben der – traditionell den (überlegenen) Männlichkeiten zugeordneten – Vernunft auch die besonderen emotionalen Stärken der Figur „Ripley“ heraus, die sich in ihrer Glaubwürdigkeit, Zeitlosigkeit und Intensität durch Sigourney Weavers Darstellung entfalten:

„Was Alien jedoch heraushebt aus der Masse des SF-Kinos der Seventies, ist nicht der Arbeitskampf oder der entspannte Umgang mit unbekannten Organismen. Es ist Ripley. Ripley ohne Vornamen, Stimme der Vernunft, die allein kurz zur Quarantäne aufruft, als ihre Kollegen unbeschwert das Alien ins Raumschiff holen. Gespielt von Sigourney Weaver trägt Ripley den Film mit sich davon, ein wenig ironisch, voll Misstrauen, entscheidungsfähig unter Druck. Dabei ist sie noch längst nicht die harte Anführerin der kommenden Fortsetzungen. Tatsächlich weint sie und rennt weg; aber sie denkt beim Weinen nach – so hat sie überlebt, bis heute, als einzig ernst zu nehmende Frau im All.“

In dem Horrorfilm Dreamcatcher (2003), der Verfilmung des Romans Duddits von Schriftsteller Stephen King, bezeichnet Schauspieler Morgan Freeman in seiner Rolle als Militärführer Colonel Abraham Curtis aalähnliche Monster mit Fangzähnen, die als Parasiten dem Verdauungstrakt menschlicher Wirte entschlüpfen, beziehungsweise eine rote flächenbrandähnliche Pilz-Seuche als Ripleys in Anspielung auf Sigourney Weavers Rolle in den Alien-Filmen. Die Bezeichnung Ripley-Pilz für die fiktive Alien-Epidemie kommt auch im zugrunde liegenden King-Roman vor.

## Fortsetzungen
Wegen des Erfolges dieses Films entstanden die Fortsetzungen Aliens – Die Rückkehr, Alien 3 und Alien – Die Wiedergeburt, in denen jeweils Sigourney Weaver die Hauptrolle spielt. Der Film Alien, die Saat des Grauens kehrt zurück von Ciro Ippolito ist keine offizielle Fortsetzung, sondern der Versuch, auf der Erfolgswelle des Originals mitzuschwimmen. Das Survival-Horror-Videospiel Alien: Isolation ist eine alternative Fortsetzung des Films.
Außerhalb der eigentlichen Reihe erschien 2004 mit dem Film Alien vs. Predator ein Ableger, der, analog der Computerspielserie Aliens versus Predator, Elemente der Alien- und Predator-Reihe vermischt und ohne Weavers Beteiligung auskommt. Der zweite Teil lief ab Dezember 2007 in den deutschen Kinos. In den Crossover-Filmen werden die Konzerne Weyland (Teil 1) und Yutani (Teil 2) eingeführt, die bis zur Handlung von Alien zu Weyland-Yutani fusioniert haben. In Alien vs. Predator wurde Firmengründer Charles Bishop Weyland von Lance Henriksen gespielt, der in Aliens – Die Rückkehr und in Alien 3 bereits als Android Bishop aufgetreten war.
Im Gegensatz zu vielen anderen bekannten Filmreihen wie Star Wars oder Indiana Jones lassen sich die Alien-Filme keinem einheitlichen Genre zuordnen. Zwar lassen sich alle Filme unter dem Oberbegriff Science-Fiction zusammenfassen, jedoch setzen die einzelnen Filme unterschiedliche atmosphärische Schwerpunkte. Während der erste Teil dem Aufbau klassischer Horrorfilme folgt, ist der zweite Teil dem Wesen nach eher ein Actionfilm, und der dritte Teil entspricht am ehesten den Gesetzmäßigkeiten eines Thrillers. Der vierte Teil weist typische Charakteristika einer Dystopie sowie einer Groteske auf.
Die Unterschiede der Alien-Filme sind unter anderem darauf zurückzuführen, dass sie von verschiedenen Regisseuren stammen. Obwohl der Regisseur des ersten Teils, Ridley Scott, ursprünglich auch den zweiten Teil drehen wollte, wurde für Aliens – Die Rückkehr der Terminator- und spätere Titanic-Regisseur James Cameron engagiert. Der dritte Teil wurde von Musikvideo-Regisseur David Fincher inszeniert, der später mit den Thrillern Sieben und Fight Club bekannt wurde. Den vierten Teil schließlich übernahm der französische Regisseur Jean-Pierre Jeunet, der kurz zuvor mit der Groteske Delicatessen ein preisgekröntes Debüt abgeliefert hatte und später Die fabelhafte Welt der Amélie drehte. Die ersten vier Teile der Filmreihe stammen somit allesamt von Regisseuren, die aus ihren Stammgenres ein gewisses Ansehen mitbrachten.
2010 kündigte Ridley Scott zwei Prequels mit einer neuen Heldin an, für die das Erscheinungsbild der Aliens neu entworfen und eventuell durch neue Giger-Designs ersetzt werden sollte. Der fünfte Teil mit dem Titel Prometheus – Dunkle Zeichen startete am 8. Juni 2012 weltweit in den Kinos. Dessen Drehbuch stammt unter anderem aus der Feder von Damon Lindelof, Autor der erfolgreichen Fernsehserie Lost. Es finden sich in Prometheus zahlreiche Anspielungen auf Alien, und am Ende des Films erscheint ein Monster, das jenem aus Alien zumindest sehr ähnlich ist. 2017 wurde Prometheus mit Alien: Covenant fortgesetzt.
Mit Alien: Romulus inszenierte Fede Álvarez 2024 eine inhaltlich eigenständige Fortsetzung, die zwischen den ersten beiden Serienteilen spielt.

## Dokumentarfilm
- Atlas Film (Hrsg.): Memory. Über die Entstehung von Alien. Drehbuch und Regie: Alexandre O. Philippe, 93 Minuten, Deutschland 2021 (Originaltitel: Memory. The Origins of Alien. USA 2019).[37]
- Alien. Meisterwerk aus dem Weltraum in der Arte-Mediathek (54 Min.), abrufbar bis 29. September 2025